# Setge de Jerusalem (1099)
El Setge de Jerusalem va ser un setge que va tenir lloc entre el 7 de juny i el 15 de juliol de 1099 durant la Primera Croada. Els croats van aconseguir penetrar i conquerir la ciutat santa de Jerusalem de mans del Califat Fatimita d'Egipte.

## Antecedents
La Primera Croada havia començat després de la crida del papa Urbà II per conquerir Terra Santa de mans dels musulmans durant el concili de Clermont.
Els croats, fins aquell moment, havien tingut molt èxit, i havien aconseguit conquerir la ciutat d'Antioquia després de l'exitós setge d'Antioquia de juny del 1098. Els croats, per diverses raons, van romandre en aquesta àrea durant la resta de l'any. El legat papal Ademar de Le Puy havia mort, i Bohemon I d'Antioquia havia reclamat el control d'Antioquia per a si mateix. Balduí de Boulogne seguia a la ciutat d'Edessa, que havia estat capturada a començaments d'aquest any. Hi havia cert desacord entre els prínceps sobre quin hauria de ser el següent pas a seguir pel que Ramon IV de Tolosa, frustrat, va deixar Antioquia per capturar la fortalesa de Ma'arrat al-Numan. A finals d'any els cavallers menors i la infanteria estaven ja amenaçant els seus líders amb marxar cap a Jerusalem pel seu compte.

## El setge d'Arka
A finals de desembre o començaments de gener, Robert II de Normandia i Tancred d'Hauteville van acceptar convertir-se en vassalls de Ramon, la riquesa era suficient com per compensar a canvi dels seus serveis. Jofré de Bouillon, en canvi, com ara gaudia dels beneficis que obtenia el seu germà Balduí del territori d'Edessa, va rebutjar fer el mateix.
El 5 de gener Ramon desmantellà les muralles de Ma'arrat, i el 13 de gener va començar a marxar cap al sud, descalç i vestit com un pelegrí, seguit per Robert i per Tancred. Van seguir la vora de la costa del mar Mediterrani i van trobar poca resistència, ja que els governants musulmans locals preferien signar la pau i lliurar provisions en comptes de lluitar. A més, és possible que els habitants locals sunnites arribessin a preferir el control dels croats al dels fatimites, de confessió xiïta.
Ramon planejava prendre Trípoli i governar ell mateix, establint un estat croat similar al que Bohemon de Tàrent havia establert a Antioquia. En primer lloc, però, va assetjar la propera ciutat d'Arka. Mentrestant Jofré, juntament amb Robert II de Flandes (que també s'havia negat a convertir-se en vassall de Ramon), es va reunir amb els croats que quedaven a Latakia i va marxar cap al sud al febrer. Bohemon va partir també amb ells, però va tornar ràpidament a Antioquia. En aquells dies Tancred d'Hauteville també va abandonar el servei a Ramon i es va unir amb Jofré, per culpa d'alguna disputa de contingut desconegut. Una altra força separada, encara que vinculada a Jofré, estava dirigida per Gastó IV de Bearn.
Jofré, Robert, Tancred i Gastó van arribar a Arka al març, però el setge va continuar. La situació era tensa no només entre els caps militars, sinó també entre el clergat. Després de la mort de més, no existia un líder espiritual clar en la Croada, i des del descobriment a Antioquia de la Llança Sagrada per Pere Bartomeu hi havia hagut acusacions de frau entre les diferents faccions religioses. Finalment, a l'abril, Arnulf de Chocques va reptar Pere Bartomeu a sotmetre's a l'ordalia del foc. Pere va acceptar i es va sotmetre a l'ordalia, però finalment moriria a causa de les seves ferides.
El setge d'Arka duraria fins al 13 de maig, data en què els croats van deixar el setge sense haver arribat a capturar la ciutat.

## El setge de Jerusalem

### Arribada a la Ciutat Santa
Els fatimites van intentar arribar a un acord de pau amb la condició que els croats no continuessin cap a Jerusalem, però van ser ignorats. Iftikhar-ad-Dawla, el governador fatimita de Jerusalem, aparentment no entenia el motiu que havia portat els croats fins aquí. El dia 13 van arribar a Trípoli, i el seu governant els va donar diners i cavalls. Segons la crònica anònima  Gesta Francorum , també va jurar convertir-se al cristianisme si els croats tenien èxit en la captura de Jerusalem de mans dels seus enemics fatimites.
Des d'aquí, els croats van seguir en direcció sud, al llarg de la costa, i van passar per Beirut el 19 de maig i per Tir el 23 de maig, girant llavors terra endins cap a Jaffa per arribar a Ramla el 3 de juny. Aquesta última ciutat ja havia estat abandonada pels seus habitants quan van arribar els croats. Els croats es van aturar per establir aquí l'església de Sant Jordi (un sant molt popular per als croats) per després dirigir-se a Jerusalem. El 6 de juny Jofré va enviar Tancred d'Hauteville i Gastón per capturar la ciutat de Betlem, lloc on Tancred va fer onejar el seu estendard des de l'Església de la Nativitat. El 7 de juny els croats van arribar a Jerusalem. En aquell moment, molts dels croats fins i tot es posaren a plorar, en contemplar l'objectiu tant de temps anhelat.
Igual que va passar amb Antioquia, els croats van assetjar la ciutat. Possiblement el setge va ser més dur per als propis croats que per als ciutadans de Jerusalem, ja que els primers tenien una major escassetat d'aigua i menjar en no haver llocs on aprovisionar propers a la ciutat. Jerusalem, però, estava ben preparada per resistir el setge, i el governador fatimita havia expulsat prèviament a la majoria dels cristians.
Del total estimat de 7.000 cavallers que havien pres part en la primera croada, només quedaven uns 1.500, juntament amb altres 12.000 soldats d'infanteria en bon estat físic (d'un total que pot haver estat d'uns 20.000). Jofré, Robert de Flandes i Robert de Normandia (que també havia deixat Ramon per unir-se a Jofré) assetjar al nord de la ciutat fins a l'alçada de la Torre de David, mentre que Ramon establia el seu campament al mur oest, des de la Torre de David fins al Mont Sion.
Un primer assalt directe sobre les muralles el 13 de juny va resultar un fracàs. D'altra banda, sense aigua ni menjar tant els homes com els animals morien de set i d'inanició, de manera que els croats eren conscients que el temps no corria de la seva part. No obstant això, poc després del primer assalt van arribar un cert nombre de naus cristianes al port de Jaffa, i els croats van poder tornar-se a aprovisionar durant un temps. També van començar a acumular fusta portada des de Samaria per poder construir maquinària de setge. No obstant això, seguien amb mancances d'aigua i de menjar, i per a finals de juny van començar a arribar notícies que un exèrcit fatimita estava marxant des del nord d'Egipte.

### La processó descalça
Enfrontats al que semblava una tasca impossible, la moral de l'exèrcit va pujar quan un capellà anomenat Pere Desideri va assegurar haver tingut una visió divina en què el fantasma d'Ademar li va comunicar que havien de dejunar durant tres dies i després marxar descalços a processó al voltant de les muralles de la ciutat. Després d'això, la ciutat cauria en un termini de nou dies, seguint l'exemple bíblic de Josuè en la conquesta de Jericó. Tot i que ja estaven famolencs, van fer el dejuni i van marxar en processó el dia 8 de juliol, amb el clergat fent sonar les trompetes i cantant salms mentre els defensors de la ciutat es reien d'ells. La processó va acabar en el Mont de les Oliveres, on Pere l'Ermità, Arnulf de Chocques i Ramon d'Aguilers van pronunciar diversos sermons.

### L'assalt final i la massacre
Al llarg del setge, els croats van dur a terme diversos atacs contra les muralles de la ciutat, però tots van ser rebutjats. Les tropes genoveses dirigides per Guillem Embriaco havien desmantellat les naus en les que havien arribat a Terra Santa i, utilitzant la fusta procedent d'aquestes naus, van construir algunes torres de setge. Aquestes torres van ser enviades cap a les muralles de la ciutat la nit del 14 de juliol entre la sorpresa i la preocupació de la guarnició defensora. Al matí del dia 15, la torre de Jofré va arribar a la seva secció de les muralles propera a la cantonada nord-est de la ciutat i, segons el  Gesta , dos cavallers procedents de Tournai anomenats Letald i Engelbert van ser els primers a accedir a la ciutat, seguits per Jofré, el seu germà Eustaqui, Tancred i els seus homes. La torre de Ramon va quedar frenada per una rasa però, atès que els croats ja havien entrat per l'altra via, els guàrdies es van rendir a Ramon.
Quan els croats van aconseguir entrar a la ciutat van començar a realitzar una massacre en la qual van morir gairebé tots els habitants de Jerusalem. La massacre es va allargar durant la tarda, la nit i el matí de l'endemà. Van ser massacrats musulmans, jueus, i fins i tot alguns cristians en un esclat de violència indiscriminada. Molts musulmans van buscar refugi a la mesquita d'Al-Aqsa on, segons un famós relat de  Gesta Francorum ,  "... la carnisseria va ser tan gran que els nostres homes caminaven amb la sang a l'altura dels seus turmells ... ". Segons un dels homes que va participar en aquella massacre, Ramon d'Aguilers, canonge de Puy, que va deixar una descripció per a la posteritat que parla per si sola:
| « | Meravellosos espectacles alegraven la nostra vista. Alguns de nosaltres, els més pietosos, vam tallar els caps dels musulmans; altres els van fer blancs de les seves fletxes, altres van anar més lluny i els van arrossegar a les fogueres. Als carrers i places de Jerusalem no es veien més que munts de caps, mans i peus. Es va vessar tanta sang a la mesquita edificada sobre el Temple de Salomó, que els cadàvers flotaven en ella i en molts llocs la sang ens arribava fins al genoll. Quan no hi va haver més musulmans que matar, els caps de l'exèrcit es van dirigir en processó a l'església del Sant Sepulcre per a la cerimònia d'acció de gràcies. | » |

La crònica d'Ibn al-Qalanissí estableix que els defensors jueus van buscar refugi en la seva sinagoga, però que els francs (els croats) hi van calar foc amb ells dins, matant a tot el món a l'interior. També diu que els croats van envoltar l'edifici en flames mentre cantaven "Crist, t'adorem!".
Tancred, per la seva banda, va reclamar el control del Temple de Jerusalem, i va oferir protecció a alguns dels musulmans que s'havien refugiat aquí. Però, va ser incapaç d'evitar la seva mort a mans dels seus companys croats. El governador fatimita Iftikhar-ad-Dawla es va retirar fins a la Torre de David, i va acabar rendint-se a Ramon a canvi d'un salconduit per a ell i la seva guàrdia fins a Ascaló.
D'altra banda, la Gesta Francorum estableix que algunes persones van aconseguir escapar vives de la presa de Jerusalem. El seu autor va escriure, "Quan els pagans havien estat vençuts, els nostres homes van capturar molts, tant dones com homes i, o bé els donaven mort o els mantenien captius." Més tard es diu, "[El nostres líders] també van ordenar que tots els sarraïns morts fossin enviats fora de la ciutat a causa de la pudor, ja que tota la ciutat era plena de cossos, i per això els sarraïns vius van arrossegar els morts fins a les sortides de les muralles i els van col·locar en pires, com si fossin cases. Mai ningú no va poder veure o sentir d'una massacre com aquesta de pagans, ja que les pires funeràries s'alçaven com piràmides, i ningú no sap el seu nombre excepte el mateix Déu."

## Esdeveniments posteriors
Després de la massacre, els croats van oferir a Ramon IV de Tolosa el títol de rei de Jerusalem, però el va rebutjar. Després se li va oferir a Jofré de Buillón, que va acceptar governar la ciutat però va rebutjar ser coronat com a rei, dient que no portaria una "corona d'or" al lloc on Crist havia portat "una corona d'espines". En el seu lloc, el 22 de juliol, va prendre el títol de Protector del Sant Sepulcre (Advocatus Sancti Sepulchri ) o, simplement, el de "Príncep". Jofré va convèncer Ramon perquè lliurés també el control de la Torre de David.
Ramon va partir en pelegrinatge, i en la seva absència, l'1 d'agost, Arnulf de Chocques va ser elegit primer patriarca llatí de Jerusalem. El 5 d'agost Arnulf, després de consultar amb els supervivents de la ciutat, va descobrir la relíquia de la Veracreu.
En l'última acció de la croada, Jofré va encapçalar un exèrcit portant la Vera Creu a l'avantguarda contra un exèrcit fatimita invasor al qual va vèncer en la batalla d'Ascaló. Després de la victòria la majoria dels croats van considerar que havien complert amb els seus vots, i van tornar gairebé tots a casa. Altres cavallers, però, es van quedar a defensar les terres recentment conquerides. Entre ells, Ramon de Tolosa, disgustat per no ser el rei de Jerusalem, es va independitzar i es va dirigir a Trípoli (en l'actual Líban), on va fundar el comtat del mateix nom.
Jofré va morir el juliol del 1100 i va ser succeït pel seu germà, llavors Balduí d'Edessa, que sí que acceptaria el títol de rei de Jerusalem i seria coronat amb el nom de Balduí I de Jerusalem.
Amb aquesta conquesta va finalitzar la primera croada, l'única amb èxit. El setge de Jerusalem del 1099 aviat es convertiria en una batalla llegendària per a la cristiandat.